# Peterson Occénat
Peterson Occenat (Jérémie, 3 dicembre 1989) è un ex calciatore haitiano, di ruolo portiere.

## Carriera

### Club
Comincia a giocare in patria, al Violette. Nel 2008 passa al Racing Club Haïtien. Nel 2009 viene acquistato dall'Aigle Noir, in cui milita fino al 2013. Nel 2014 si trasferisce negli Stati Uniti, al Miami United. Nel 2015 viene acquistato dal Miami Fusion.

### Nazionale
Ha debuttato in nazionale il 17 aprile 2007, nell'amichevole El Salvador-Haiti (0-1). Ha partecipato, con la nazionale, alla Gold Cup 2009. Ha collezionato in totale, con la maglia della nazionale, 10 presenze.